# Liga Nacional de Básquet 1989
La Liga Nacional de Básquet 1989 fue la quinta edición de la Liga Nacional de Básquet de Argentina, esta temporada se jugó con el formato de 16 equipos con ascensos y descensos de la Liga B, el campeón de esta edición fue el Club Ferro Carril Oeste.
Respecto a la pasada edición, habían descendido Unión Progresista de Villa Ángela, San Martín de Marcos Juárez y Gimnasia y Esgrima La Plata y fueron reemplazados por Boca Juniors, Independiente de Neuquén y Ciclista Olímpico.
Entre el 17 de abril y el 13 de mayo la temporada fue suspendida por la realización del Sudamericano de Guayaquil. Más tarde, y con motivo del premundial de México, la temporada se detuvo entre el 29 de mayo y el 24 de junio.
En esta edición se dio que un jugador capturó la mayor cantidad de rebotes en la historia del torneo. Si bien la estadística se empezó a tomar de manera global en todos los encuentros desde 1988, hay algunos registros históricos anteriores a esa fecha. El 11 de mayo, en un encuentro entre Olimpo y Atenas, en Bahía Blanca, Rubén Ariel Scolari tomó 30 rebotes, 24 defensivos.

## Posiciones finales
|      |                                   | Partidos | Ganados | Perdidos | Puntos |
| ---- | --------------------------------- | -------- | ------- | -------- | ------ |
| 1.°  | Ferro Carril Oeste (Buenos Aires) | 40       | 30      | 10       | 70     |
| 2.°  | Atenas                            | 39       | 26      | 13       | 65     |
| 3.°  | Gimnasia y Esgrima de Pergamino   | 35       | 21      | 14       | 56     |
| 4.°  | River Plate                       | 35       | 20      | 15       | 55     |
| 5.°  | San Andrés (Malaver)              | 34       | 18      | 16       | 52     |
| 6.°  | Ciclista Olímpico                 | 32       | 15      | 17       | 47     |
| 7.°  | Independiente (Neuquén)           | 31       | 17      | 14       | 48     |
| 8.°  | Echagüe                           | 31       | 17      | 14       | 48     |
| 9.°  | Estudiantes (Bahía Blanca)        | 30       | 13      | 17       | 43     |
| 10.° | Olimpo (Bahía Blanca)             | 30       | 9       | 21       | 39     |
| 11.° | Peñarol                           | 28       | 15      | 13       | 43     |
| 12.° | Provincial                        | 29       | 14      | 15       | 43     |
| 13.° | Sport Club Cañadense              | 31       | 13      | 18       | 44     |
| 14.° | Boca Juniors                      | 31       | 12      | 19       | 43     |
| 15.° | Pacífico                          | 26       | 6       | 20       | 25     |
| 16.° | Estudiantes Concordia             | 14       | 2       | 12       | 14     |

|  |                                            |
|  | Finalistas de la Liga Nacional de Básquet. |
|  | Descienden a la "Liga B".                  |

1. 1 2  Ganaron sus respectivos partidos frente a Estudiantes Concordia por no presentación de éste.
2. 1 2 3 4 5  Ganaron sus respectivos partidos frente a Pacífico (Bahía Blanca) ante el retiro de éste.
3. ↑  Se retiró de la competencia a partir de la sexta fecha de la segunda fase.
4. ↑  Se retiró de la competencia a partir de la segunda fase.

## Serie final
La serie final de la quinta edición de la Liga Nacional de Básquet fue la que se dio entre Atenas y Ferro Carril Oeste de Buenos Aires, encuentro que inicio el 20 de octubre y culminó el 1 de noviembre de 1989.
| 20 de octubre | Ferro (BA) | 74–71 | Atenas | Buenos Aires                     |  |  |
|               |            |       |        |                                  |  |  |
|               |            |       |        | Pabellón: Estadio Héctor Etchart |  |  |
| Serie: 1-0    |            |       |        |                                  |  |  |
|               |            |       |        |                                  |  |  |

| 22 de octubre | Ferro (BA) | 89–76 | Atenas | Buenos Aires                     |  |  |
|               |            |       |        |                                  |  |  |
|               |            |       |        | Pabellón: Estadio Héctor Etchart |  |  |
| Serie: 2-0    |            |       |        |                                  |  |  |
|               |            |       |        |                                  |  |  |

| 27 de octubre | Atenas | 114–90 | Ferro (BA) | Córdoba                                    |  |  |
|               |        |        |            |                                            |  |  |
|               |        |        |            | Pabellón: Estadio Sagrado Corazón de María |  |  |
| Serie: 1-2    |        |        |            |                                            |  |  |
|               |        |        |            |                                            |  |  |

| 29 de octubre | Atenas | 93–85 | Ferro (BA) | Córdoba                                    |  |  |
|               |        |       |            |                                            |  |  |
|               |        |       |            | Pabellón: Estadio Sagrado Corazón de María |  |  |
| Serie: 2-2    |        |       |            |                                            |  |  |
|               |        |       |            |                                            |  |  |

| 1 de noviembre | Ferro (BA) | 91–83 | Atenas | Buenos Aires                     |  |  |
|                |            |       |        |                                  |  |  |
|                |            |       |        | Pabellón: Estadio Héctor Etchart |  |  |
| Serie: 3-2     |            |       |        |                                  |  |  |
|                |            |       |        |                                  |  |  |

Ferro Carril Oeste (Buenos Aires)

Campeón

Tercer título

## Plantel campeón
Referencia: Básquet Plus.
| \| Posición \| Nombre \| Nombre \| \| --------- \| ------ \| -------------------------------- \| \| Base \| \| Miguel Cortijo \| \| Base \| \| Daniel Aréjula \| \| Base \| \| Fernando Labella \| \| Escolta \| \| James Thomas \| \| Ala Pívot \| \| Sebastián Uranga \| \| Ala Pívot \| \| Orlando Tourn \| \| Ala Pívot \| \| Javier Maretto \| \| Pívot \| \| Diego Maggi \| \| Pívot \| \| Guillermo Coissón \| \| Pívot \| \| Ricky Gallon \| \| \| \| Cristian Bernard \| \| \| \| Ariel Maggi \| \| \| \| Patricio Álvarez (baloncestista) \| |                           |                                  |
| Posición | Nombre                    | Nombre                           |
| Base | Bandera de Argentina      | Miguel Cortijo                   |
| Base | Bandera de Argentina      | Daniel Aréjula                   |
| Base | Bandera de Argentina      | Fernando Labella                 |
| Escolta | Bandera de Estados Unidos | James Thomas                     |
| Ala Pívot | Bandera de Argentina      | Sebastián Uranga                 |
| Ala Pívot | Bandera de Argentina      | Orlando Tourn                    |
| Ala Pívot | Bandera de Argentina      | Javier Maretto                   |
| Pívot | Bandera de Argentina      | Diego Maggi                      |
| Pívot | Bandera de Argentina      | Guillermo Coissón                |
| Pívot | Bandera de Estados Unidos | Ricky Gallon                     |
| | Bandera de Argentina      | Cristian Bernard                 |
| | Bandera de Argentina      | Ariel Maggi                      |
| | Bandera de Argentina      | Patricio Álvarez (baloncestista) |

Director Técnico:  León Najnudel